# 高口公介
高口公介（日语：／ Takaguchi Kōsuke，1978年12月15日—），日本男性配音員。出身於兵庫縣。身高174cm。A型血。

## 人物簡介
2008年7月原屬元氣Project，翌年2009年起現在是賢Production所屬。興趣和特長有踢足球、格鬥技、掃除、講關西方言。

## 演出作品

### 電視動畫
2000年
- 人造人基凱達 THE ANIMATION（日语：人造人間キカイダー THE ANIMATION）（警官）

2002年
- 推理之绊（播報員、獵人B、腳夫 等）

2003年
- 灌籃少年（玉置直也、成田中央的板凳選手B）
- HAPPY★LESSON ADVANCE（男學生）

2004年
- W ～Wish～（司機、事務局員 等）
- 機動戰士鋼彈 SEED DESTIN（播報員、男性）
- 抓鬼天狗幫（左官屋、隊長、土蜘蛛、村民C）
- 烘焙王（平頭男子、黨羽）

2005年
- 極樂天師!!（先生、老人）
- 出雲戰記（惡靈兵、牛頭 等）
- 植木的法則（五田、不良A、敵方選手A、體育老師）
- 玻璃假面 (2005年版)（演貴族的演員、演士兵的演員）
- 高機動交響曲GPO（士兵）
- 機動新撰組 萌之劍 TV（井上馨、光源氏、康康、主人、鎌鼬、警察官 等）
- 強殖裝甲（瀨川哲郎）
- CLUSTER EDGE（士兵）
- 美少女學園（男子A）
- 地獄少女（監督、主持人）
- 學園快樂七福神（日语：はっぴぃセブン）（鏡戲、災魏、斬魔、色魔、長谷川、吉岡老師 等）

2006年
- 嬌蠻之吻 Cool×Sweet（現場監督、松笠連合隊長）
- 吉永家的石像怪（宮村、小山田 等）

2007年
- 無敵偵探貴公子（男學生、業務員、北村、東道主、司機）
- 戀愛情結（小泉理沙的弟弟 等）

2010年
- 鋼鐵人 (2010年動畫)（日语：アイアンマン (2010年のアニメ)）（議員、管制官2、司機、奧利佛、黃道戰鬥兵、議長）
- 少年犯之七人（看守、看守C）

2011年
- UN-GO（議員）
- 金鋼狼 (2011年動畫)（日语：ウルヴァリン (アニメ)）（公安·町田、安）
- 罪惡王冠（大雲、副官）
- 紙箱戰機（澤村宗人、工作人員、保羅·戈登、研究員、整備員 、所員A）
- 花牌情緣（大會工作人員）
- 未來都市NO.6（士兵）
- 神奇寶貝超級願望（船長）

2012年
- IXION SAGA DT（傑克·蘭坦）
- 罪惡王冠（明華總帥）
- Smile 光之美少女！（男學生）
- 紙箱戰機W（總統補佐官、澤村宗人、胡狼、摩根）
- 美食獵人（艾魯波）
- 李洛克的青春全力忍傳（醫師）
- 遊☆戲☆王ZEXAL II（吉拉格[3]）

2013年
- 閃電十一人GO 銀河（賽義德·阿什拉夫、阿魯貝嘉·葛登）
- 革命機Valvrave（首腦1）
- 鋼彈創戰者（教授）
- 義風堂堂!! 兼續和慶次（水原親憲[4]）
- 進擊的巨人（巴魯多侯爵）
- 花牌情緣2（南大吾郎）

2014年
- CROSSANGE 天使與龍的輪舞（警察官）

2015年
- 潮與虎（怪、流氓、質問男性）
- Concrete Revolutio～超人幻想～（藝人）
- 蒼穹之戰神 EXODUS（羅伯·沃格雷夫、王穀、爆撃隊指揮官）

2016年
- 無彩限的幻影世界（局員）
- 潮與虎 第2期（求嵐、仙獄司令官）
- 超時空要塞Δ（老伯）
- 甲鐵城的卡巴內利（小源太）
- Concrete Revolutio～超人幻想～ THE LAST SONG（茲馬南）
- DAYS（樋口元典）

2017年
- 鬼平（服部角之助）
- 地獄少女 宵伽（監督）

2018年
- 我的英雄學院 第3期（爆肌[5]）
- 新幹線變形機器人新卡利昂 THE ANIMATION（Lens工廠的廠長）
- 閃電十一人 戰神的天秤（魚島鮫治）
- 銀河英雄傳說 Die Neue These 邂逅（評議員）
- 進擊的巨人 Season 3 Part.1（拉爾夫）
- 刀劍神域 Alicization（屋卡奇）

2019年
- 傀儡馬戲團（賭博師·瓊斯）
- 進擊的巨人 Season 3 Part.2（幹部B）
- 精靈寶可夢 太陽&月亮（獵人）
- 拾又之國（中陷阱的男子）
- 我的英雄學院 第4期（巨大化敵人）

2020年
- 更多！怪俠佐羅利（署長、首領、謎語大象、布里歐）

2021年
- 通靈王（第2作）（馬孫、Muscle Punch、達馬吉、拉基·迪拉克、中鬼）
- 更多！怪俠佐羅利 第2系列（調皮帝王、署長、首領）

2022年
- 通靈王（第2作）（卡杜、小山田萬純）
- 慕留人-火影忍者新世代-（科班扎）
- 更多！怪俠佐羅利 第3系列（調皮帝王、署長、首領）

2023年
- 我的英雄學院 第6期（爆肌）
- 神奇柑仔店 錢天堂（信太的父親）
- 開闊天空！光之美少女（不良トリ）

2024年
- 蜻蛉高球（惡礫島男）
- 我的英雄學院 第7期（爆肌）

### OVA
2001年
- HAPPY★LESSON（學生）

2002年
- Happy World！（日语：Happy World!）（學生）

2003年
- 漫畫派對 Revolution（バロンよしお）

2012年
- 鋼索危情（日语：タイトロープ (夏目イサクの漫画)）（西島圭吾）

2013年
- 爆走！多美凱薩（日语：爆走!トミカイザー）（碇署長、老爺爺、市民、鏟雪車駕駛、研究所長、建設員）

2014年
- 進擊的巨人 無悔的選擇（破落戶）[注 1]

2019年
- 銀河英雄傳說 Die Neue These 星亂（布隆茲[6]）

### 電影動畫
2010年
- 劇場版 機動戰士鋼彈00 -A wakening of the Trailblazer-

2011年
- 劇場版 ：鋼之鍊金術師 嘆息之丘的聖星（看守長）

2012年
- 神奇樹屋（海賊）

2013年
- 豪華3鼎立！多美卡列車電影祭（日语：豪華3本立て!トミカ・プラレール映画まつり）（碇署長）

2018年
- 劇場版 精靈寶可夢 大家的故事（獵人）

### 遊戲
2006年
- MOBILE SUIT GUNDAM CLIMAX U.C.（幽谷兵B、隆德·貝爾士官A、F91聯邦兵B）

2007年
- SD鋼彈 G世代 SPIRITS

2010年
- 烈焰同盟（日语：ブレイズ・ユニオン）（大衛）

2011年
- 閃電十一人GO 閃耀／黑暗（黑服、神之伊甸選手A、教師）
- 光輝同盟（日语：グロリア・ユニオン）
- 星際火狐64 3D（法爾科·蘭巴帝、沃爾夫·歐唐納、都市占領兵器 ）
- 最終幻想 零式（現場的聲音）

2012年
- 少女RPG 灰姑娘生活（日语：ガールズRPG シンデレライフ）（東大吾、鬥田伸作、豬原溜次）
- 渾沌世代6（日语：ジェネレーション オブ カオス6）（馬龍[7]、巴斯克）

2013年
- 閃電十一人GO 銀河 大霹靂／超新星（賽義德·阿什拉夫、阿鲁貝加·格頓）
- 王者之劍（洛特[8]）
- 遊☆戲☆王ZEXAL 激突！決鬥嘉年華！（吉拉格）

2014年
- 薩爾達無雙
- 鬥神都市（[9]）
- 潛龍諜影V 幻痛（敵兵、手指）

2015年
- Out-Division -刑徒隷僕區-（帝皇成[10]）
- 蝙蝠俠：阿卡漢騎士（稻草人）

2016年
- 三國志13
- 星戰火狐 零（日语：スターフォックス ゼロ）（法爾科·蘭巴帝、沃爾夫）
- 英雄聯盟（趙信）

2017年
- 永恆綠洲 精靈與種子人的海市蜃樓（日语：Ever Oasis 精霊とタネビトの蜃気楼）（賽爾凱族）

2018年
- 我的英雄學院 唯我正義（爆肌[11]）
- 任天堂明星大亂鬥 特別版（法爾科、沃爾夫）
- 合金裝備 生存（尼可拉斯）

2019年
- 隻狼：暗影雙死（鬼庭刑部雅孝）
- 勇者鬥惡龍XI 尋覓逝去的時光S（霸海軍王迦寇拉[12]）
- 銀河聯軍：阿特拉斯之戰（法爾科·蘭巴爾迪、沃爾夫·奧唐奈爾）[13]
- 幽靈行動：斷點（シルバーバック、[14]）

2020年
- 我的英雄學院 唯我正義2（爆肌[15]）
- 碧藍幻想（馬修[16]）

### 廣播劇CD
- 鬼絆 KIZUNA 陰哭（學生，2005年6月24日）
- 撫子事務所!!（日语：ナデプロ!!）（導演）

### 廣播劇
- VOMIC 帝一之國（旁白）

### 外語配音
※作品依英文名稱及英文原名排序。

#### 演員
- 瑞恩·菲利普
  - 永恆之門（英语：Franklyn）（Jonathan Preest）
  - 下流正義／林肯律師（Louis Ross Roulet）
  - 黑幫教父（英语：Setup (2011 film)）（Vincent）

#### 電影
- 有你，生命最完整（英语：The Best of Me (film)）（高中時期的Dawson Cole〈Luke Bracey 飾演〉）
- 哈利·波特：火盃的考驗
- 無頭騎士（Liam〈Billy Aaron Brown 飾演〉）
- La Leyendamax（粉絲）
- 聖殿騎士寶藏2（Mathias）
- 秘境追蹤（英语：Outlaw Trail: The Treasure of Butch Cassidy）（Martin〈Brent Weber 飾演〉）
- POKÉMON 名偵探皮卡丘
- 惡靈古堡4：陰陽界 ※劇場公映版。

#### 電視影集
- 異人族（Karnak〈Ken Leung 飾演〉）
- You vs. Wild（Bear Grylls）

#### 其它
- 狂野極限推理（日语：ワールド極限ミステリー）

### 特攝影集
2004年
- 幻星神（的配音）

2010年
- 天裝戰隊護星者（大腳之筋的配音）
- 天裝戰隊護星者 EPIC ON THE MOVIE（大腳之筋的配音）

2015年
- 假面騎士Ghost（槍眼魔的配音）

### 舞台
- 劇團大富豪第7回公演「流星」（2011年8月3日－8月7日，笹塚Factory）
- 劇團大富豪第8回公演「WAKASAGI」（2012年3月1日－3月4日，笹塚Factory)

## 腳註

## 外部連結
- 賢Production公式官網的聲優簡介 （页面存档备份，存于） （日語）
- 高口公介的X（前Twitter） （日語）